# 热特
热特（荷兰语，法語發音：[ʒɛt] ⓘ，荷蘭語發音：[ˈjɛtə] ⓘ；按荷兰语发音则译作耶特）是比利时布鲁塞尔首都大区的一个市镇，属于比利时法语社群和弗拉芒社群，法语和荷蘭語均为官方语言（但法语使用者居多），面积5.04平方千米，人口52,728人（2020年1月1日）。

## 友好城市
埃特贝克与以下城市结为友好城市：
- 摩洛哥 西迪比比（英语：Sidi Bibi）
- 墨西哥 霍胡特拉（英语：Jojutla）